# Něftěkumsk
Něftěkumsk (rusky Нефтекумск) je město ve Stavropolském kraji v  Ruské federaci. Při sčítání lidu v roce 2010 měl přes sedmadvacet tisíc obyvatel.

## Poloha a doprava
Něftěkumsk leží v severním předhůří Severního Kavkazu na pravém břehu  Kumy, přítoku Kaspického moře. Od Stavropolu, správního střediska kraje, je vzdálen přibližně 300 kilometrů východně.
Nejbližší železniční stanice je přibližně 80 kilometrů západně v Buďonnovsku.

## Dějiny
Něftěkumsk byl založen v roce 1958 v souvislosti s rozvojem těžby zdejšího ložiska ropy a zemního plynu, které byly objeveny v roce 1953. Jeho název je odvozen od ruského slova pro ropu a řeky Kumy.
V roce 1962 získal Něftěkumsk status osady městského typu a v roce 1968 se stal městem.